# Aditi Sanwal
Aditi Sanwal (Hindi अदिति सनवाल; * in Jhansi) ist eine indische Schauspielerin.

## Leben und Karriere
Sanwal wurde in Jhansi geboren. Sie besuchte die M. S. Ramaiah Medical College. Ihr Debüt gab sie 2019 in der Fernsehserie Chandragupta Maurya. Anschließend war sie 2020 in Kasautii Zindagii Kay zu sehen. 2021 wurde sie für die Serie Operation MBBS gecastet. Von 2023 bis 2024 bekam Sanwal in Baalveer eine Hauptrolle. Außerdem spielte sie 2024 in dem Film Ae Watan Mere Watan mit. Im selben Jahr trat sie in Deewani auf.

## Filmografie
Filme
- 2024: Ae Watan Mere Watan

Serien
- 2019: Chandragupta Maurya
- 2020: Kasautii Zindagii Kay
- 2021: Operation MBBS
- 2023–2024: Baalveer
- 2024: Deewani